# Burmasphex
Burmasphex (лат.) — вымерший род сфекоидных ос из семейства †Burmasphecidae (ранее в †Angarosphecidae). Обнаружен в ископаемом состоянии в меловом бирманском янтаре в Hukawng Valley (Мьянма).

## Описание
Мелкая оса, длина тела около 5 мм (от 3,5 до 6,5). От близких групп отличается по стройной форме тела, широкой поперечной голове (заметно шире, чем длина) с очень длинным теменем, длинными и тонкими антеннами, большими глазами с субпараллельными внутренними орбитами, длинной и узкой переднеспинке, перекрывающей переднюю часть мезоскутума; глубоко выраженные нотаули и заметная перетяжка между 1-м и 2-м сегментами метасомы. Жвалы самца трехзубые, с двумя дорсальными субапикальными зубцами. Наличник очень короткий, значительно шире длины. Ноги стройные; коготки с субапикальным зубцом; средние голени с двумя шпорами; базальная часть среднего тазика образует узкий педицель (coxa pedunculate); мезококсальный киль отсутствует. Крылья: переднее крыло с тремя субмаргинальными ячейками (1-я крупнее 2-й и 3-й, 2-я и 3-я примерно одинакового размера), 2-я кубитальная, 1-я и 2-я медиальные клетки; жилка 1m-cu касается M вблизи её бифуркации с Rs (чуть позже или немного раньше), а жилка 2m-cu касается M в 3-й субмаргинальной ячейке. Маргинальная ячейка длиннее птеростигмы, её вершина острая; костальная ячейка немного шире ширины жилки С; жилки М и CuA расходятся дистальнее cu-a; 2-я абсцисса M + CuA короче cu-a. В заднем крыле C отсутствует; жилка М отходит от CuA в точке cu-a. Метасома: передняя часть 1-го сегмента брюшка узкая, но не образует петиоля; 2-й сегмент с отчётливой перетяжкой спереди. Передняя часть 2-го стернита на разной высоте по сравнению с остатком склерита, поверхность, разделяющая эти две части, почти вертикальна. 8-й  стернит самца расширен назад и образует относительно широкую лопасть, край её с бахромой из длинных щетинок.

## Систематика и этимология
Род был впервые описан в 2018 году по материалам типовой серии, обнаруженной в бирманском янтаре (Мьянма). Родовое название основано на двух словах: Burma (место обнаружения — Бирма, старое название Мьянмы) и на латинизированном греческом слове sphex (оса). Среди ископаемых таксонов, отнесенных к стем-линиям Apoidea, жилкование крыльев †Burmasphex больше всего напоминает образец, обнаруженный у †Angarosphex, †Calobaissodes и †Trigampulex, в котором 1-я возвратная жилка (1m-cu) касается M вблизи её бифуркации с Rs, 2-я возвратная жилка (2m-cu) касается M в 3-я субмаргинальная ячейка, а 2-я субмаргинальная ячейка относительно невелика. В дополнение к тому, что их типовые виды описаны по окаменелостям аптских пород, жилкование крыльев как †Angarosphex, так и †Calobaissodes отличается от жилкования †Burmasphex в некоторых деталях, таких как больший размер 1-й и 3-й субмаргинальных клеток у † Calobaissodes и более длинная престигма и более крупная 1-я медиальная клетка у Angarosphex. Также 1-я абсцисса М в заднем крыле типового вида †Angarosphex (†A. myrmicopterus) сильно изогнут в основании и образует почти прямой угол с M + Cu, что не наблюдается у †Burmasphex.
- †Burmasphex sulcatus Melo et Rosa, 2018typus
- †Burmasphex pilosus Melo et Rosa, 2018